# 小林順一郎
小林 順一郎（こばやし じゅんいちろう、1880年（明治13年）1月3日 - 1963年（昭和38年）11月20日）は、日本の陸軍砲兵大佐、実業家、右翼の黒幕、右翼団体三六倶楽部主宰者、大政翼賛会総務。戦後A級戦犯として逮捕された。新潟県長岡市出身。

## 人物

### 軍人として
旧長岡藩士・小林保四郎の長男として生まれる。長岡中学・陸軍中央幼年学校を経て、1901年、陸軍士官学校卒業(13期)。同期には志賀直方（志賀直哉の叔父、近衛篤麿の親友）・井田磐楠・林茂清・中岡弥高・建川美次らがいる。
1902年、砲兵少尉となる。1904年、日露戦争に出征し砲兵中尉となる。1908年、陸軍砲工学校高等科卒（14期）、砲兵大尉となる。 1909年、フランス駐在。1912年、砲兵射撃学校教官となる。1916年、砲兵少佐となり、フランス軍従軍。1917年、欧州駐在。1919年、欧州出張（平和条約実施委員）、1920年、砲兵中佐となる。
1922年、帰国。陸軍野戦砲兵学校研究部高級主事として「将来、日本軍の体質を根本的に改善し、列国同様、近代戦に応じる戦法及び兵力、編成装備を採らないかぎり、国軍はたちまち落伍するであろう」と発言。当時の陸軍大臣・山梨半造と対立する。1924年、砲兵大佐に任官された直後に待命、予備役となる。

### 民間右翼として
軍を離れた小林は、その後フランスの鉄鋼会社日本代表部などの事業で財を築き、それを資金として右翼運動の黒幕となった。1928年、自衛社を創設し、雑誌『自衛』を創刊。 1931年からは、軍縮会議随員（陸軍省嘱託）としてジュネーヴに滞在。
1933年に帰国し、在郷軍人を中心とした右翼団体・三六倶楽部（1938年、瑞穂倶楽部と改称）を井田磐楠らと共に設立する。また、愛国労働農民同志会の結成に参加し、会長となる。
荒木貞夫・真崎甚三郎らと親しく、彼らを中心とする皇道派に近い考えを持っていた。1935年、美濃部達吉の天皇機関説が問題視されるようになると、恢弘会・貴族院方面と連携し、天皇機関説排撃の急先鋒となった。
1936年、二・二六事件が発生すると、憲兵隊の取り調べを受けた。同年、右翼諸派の統一戦線として時局協議会を結成し、世話人となる。また、1938年に結成された帝大粛正期成同盟にも参加した。1939年、大東塾の顧問となる。1940年に近衛文麿の新体制運動に加わり、大政翼賛会が発足すると、総務に就任する。また、大日本産業報国会副団長・審議員も務めた。
1945年12月、A級戦犯として逮捕され、巣鴨プリズンに収監。親友の荒木貞夫は終身刑となったが、1947年8月、釈放。1963年、茨城県の別邸で死去。享年84。墓所は青山霊園。

## 著書
- 『陸軍の根本改造』（1924年）
- 『帝国陸軍の現状と国民の覚悟』（1925年）
- 『国際聯盟と日支問題の真相』（1933年）
- 『非常時救国　外交対策』（1933年）
- 『昭和維新の基調たるべき経済国策案骨子説明書』（1933年）
- 『軍部と国体明徴問題』（1935年）
- 『新経済国策の提唱』（1936年）
- 『急迫せる極東の情勢と日本の立場』（1938年）
- 『戦時に於ける国民の常識』（1938年）
- 『事変下に於ける日本国民の覚悟』（1938年）
- 『時局打開の経済策案』（1939年）
- 『対米認識の統一に関する所見』（1939年）
- 『撃攘か屈服か　米国の態度と事変処理』（1940年）
- 『新政治体制問題と新政治結社問題に就ての卑見』（1940年）
- 『時局概観』（1940年）
- 『日米戦争に関する卑見』（1940年）
- 『日米問題の緊迫と前途』（1941年）
- 『大政翼賛会実践要綱の基本解説』（1941年）
- 『臣民運動の根本理念』（1942年）
- 『私の所信（第1篇序論）』（1957年）